# Cheiridopsis schlechteri
Cheiridopsis schlechteri är en isörtsväxtart som beskrevs av Tisch. Cheiridopsis schlechteri ingår i släktet Cheiridopsis och familjen isörtsväxter. Inga underarter finns listade i Catalogue of Life.